# Флоридский политехнический университет
Флоридский политехнический университет (Florida Poly) — высшее учебное заведение в Лейкленде, штат Флорида. Созданный как независимый университет в 2012 году, он является самым новым из 12 учреждений в системе государственных университетов Флориды. Это единственный государственный политехнический университет, который специализируется исключительно на информационных технологиях, информатике, инжиниринге, физике и математике.
Учреждение возникло как филиал Университета Южной Флориды, который открылся в 1988 году. В 2012 году Законодательное Собрание Флориды инициировало планы по роспуску кампуса филиала Университета Южной Флориды и реформированию кампуса в независимый университет. Флоридский политехнический университет открылся для занятий 25 августа 2014 года с первым классом из 554 студентов.
В здании университета инноваций, науки и техники (IST), спроектированном архитектором Сантьяго Калатравой, расположены лаборатории для 3D-печати, кибер-игр, а также медиа-лаборатории, лаборатории кибербезопасности, лаборатории робототехники и лаборатории Big Data. Кроме того, Флоридский Политехнический Университет является первым университетом, библиотека которого полностью цифровая.

## История
Университет Южной Флориды открыл филиал в городе Лейкленд – Университет Южной Флориды в Лейкленде в 1988 году. К 2000-м годам он вырос до зачисления около 4000 студентов, и местные владельцы бизнеса обеспечили государственное финансирование для отдельного кампуса в 2008 году. В том же году попечители USF переименовали филиал университета в Политехнический Университет Южной Флориды, отражая новый акцент на математике, информатике и инжиниринге. Для нового кампуса был выбран участок рядом с межштатной автомагистралью. В 2009 году испанский архитектор Сантьяго Калатрава был выбран для проектирования первого здания кампуса.
Между тем, спонсоры университета, в первую очередь сенатор штата Флорида Дж. Д. Александер, инициировали кампанию по отделению Политехнического университета Южной Флориды от Университета Южной Флориды и формированию независимого университета, Флоридского Политехнического университета. В 2011 году Александер предложил государственный бюджет 2012-13 годов, который предусматривал 33 миллиона долларов для переезда. В ответ на предложение Александера Совет управляющих Флориды одобрил многолетний план, позволяющий политехническому университету Флориды постепенно обрести независимость, как только он будет соответствовать определенным критериям, включая аккредитацию, строительство общежитий и разработку учебной программы.
20 апреля 2012 года губернатор Рик Скотт подписал закон "О бюджете Университета штата", в том числе положение, которое создало Политехнический Университет Флориды в качестве независимого учреждения и закрыло политехнический университет Южной Флориды. Закон вступил в силу с 1 июля 2012 года.

## Академическая среда
Университет предлагает девять программ бакалавриата, две магистерские программы и 31 направление концентрации. Учебные планы и классные комнаты предназначены для облегчения практического, прикладного обучения, а программы степени ориентированы на подготовку студентов к карьере, связанной с информатикой, физикой и математикой.

## Партнёрские связи
Флоридский политехнический университет сотрудничает с более чем 100 высокотехнологичными корпоративными, правительственными и неправительственными организациями, которые предоставляют рекомендации по разработке учебных программ, помогают в исследованиях и предлагают возможности стажировки, которые предлагают реальный опыт. Основными партнёрами являются Microsoft, Lockheed Martin, Mosaic, Cisco и Harris Corporation. В сентябре 2016 года университет объявил о долгосрочном партнерстве с Департаментом транспорта Флориды. Департамент транспорта Флориды построит испытательный комплекс технологии площадью 400 акров, который будет включать в себя 2,25-мильную испытательную трассу.

## Исследования
Институт передовой мобильности Флориды Poly (AMI) является аффилированным с университетом технологическим исследовательским центром, ориентированным на разработку и тестирование технологии, связанной с автономным транспортным средством (AV). АМИ является не только уникальным для государства, но и одним из крупнейших университетских центров, специализирующихся на узкой области тестирования и верификации AV-технологий в стране.

## Кампус
170-акровый кампус Флоридского политехнического университета — это инновационное, научно-техническое здание, где имеется два общежития, центр развития студентов, оздоровительный центр и приемный центр. 